# Wielościan dualny

Bryłą dualną względem sześcianu jest ośmiościan foremny.

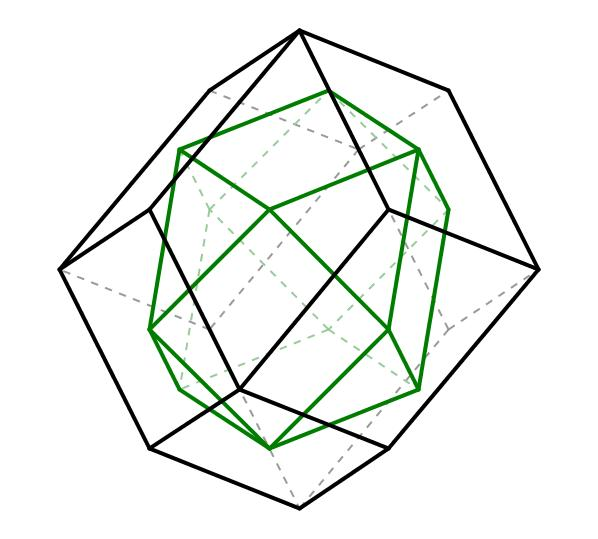
Dwunastościan rombowy (czarne krawędzie) i dualny z nim sześcio-ośmiościan (zielone krawędzie).

Wielościan dualny W' do wielościanu W to wielościan skonstruowany w następujący sposób:
- W środku masy każdej ściany W umieszczamy wierzchołek W'.
- Jeśli dwie ściany W miały wspólną krawędź, ich środki łączymy krawędzią w W'.
- Wypełniamy powstałe brzegi wielokątów ścianami, a ograniczoną przez nie przestrzeń wnętrzem wielościanu W'.
- Powiększamy proporcjonalnie cały wielościan W'  tak aby średnia odległość wierzchołków od jego środka masy była identyczna jak w przypadku W.

Wielościan W' ma:
- tyle samo krawędzi co W;
- tyle wierzchołków, ile W ma ścian;
- tyle ścian, ile W miał wierzchołków.

Wielościan dualny do W'  to ponownie wielościan W.
Przykłady:
| Wielościan              | Wielościan dualny       |
| ----------------------- | ----------------------- |
| Czworościan             | Czworościan             |
| Czworościan foremny     | Czworościan foremny     |
| Sześcian                | Ośmiościan foremny      |
| Ośmiościan foremny      | Sześcian                |
| Dwunastościan foremny   | Dwudziestościan foremny |
| Dwudziestościan foremny | Dwunastościan foremny   |
| Wielościany półforemne  | Wielościany Catalana    |
| Sześcio-ośmiościan      | Dwunastościan rombowy   |
| Dwunastościan rombowy   | Sześcio-ośmiościan      |

Wielościany foremne (platońskie) można pogrupować w dualne pary, z wyjątkiem czworościanu foremnego, który jest dualny sam ze sobą. Np. jeśli połączymy odpowiednio środki ścian dwunastościanu foremnego, to otrzymamy dwudziestościan foremny (lub, ściślej rzecz ujmując, "szkielet" dwudziestościanu foremnego, jego krawędzie). I odwrotnie - po połączeniu środków ścian dwudziestościanu foremnego, powstanie dwunastościan foremny. Podobną własność ma para sześcian i ośmiościan foremny. Parę wielościanów dualnych stanowią również przykładowo sześcio-ośmiościan oraz dwunastościan rombowy.